# Drei Tode

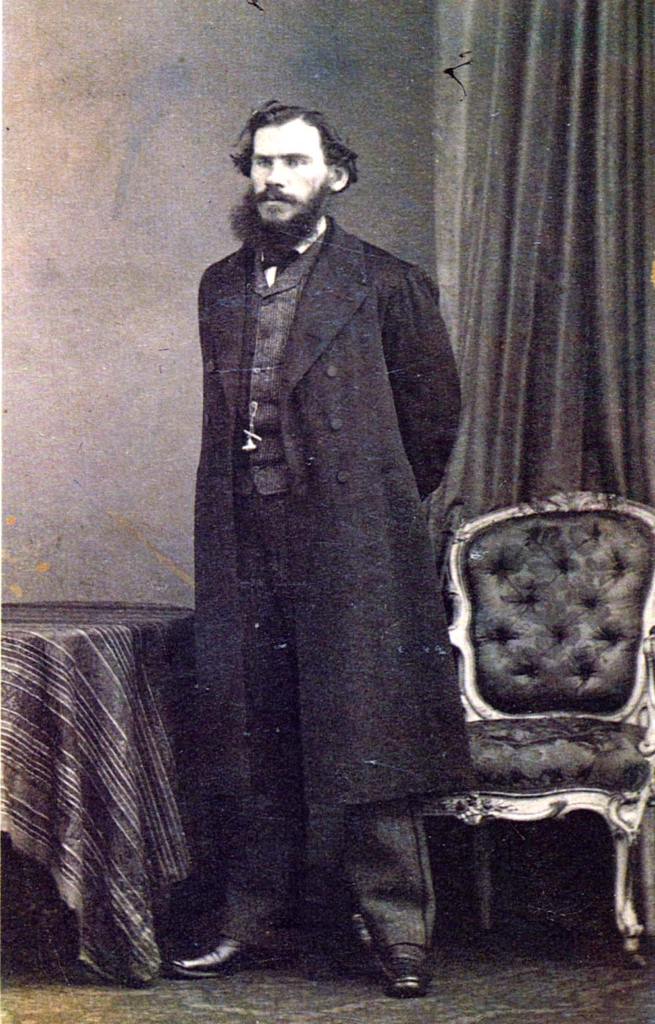
Lew Tolstoi 1861

Drei Tode (russisch Три смерти, Tri smerti), auch Die drei Tode, ist eine 1859 publizierte kurze Erzählung von Lew Tolstoi, die vom Tod einer Gutsherrin, eines Bauer und eines Baumes handelt. An den drei Beispielen veranschaulicht der Autor seine Vorstellung von der Wertantinomie von Natur und Zivilisation, mit ihren ethischen religiösen und sozialen Implikationen. Die erste deutsche Übersetzung von Raphael Löwenfeld erschien 1901 (s. Entstehungs- und Publikationsgeschichte).

## Inhalt

### Die Gutsherrin
Im Herbst reist die lungenkranke Schirkinsche Gutsherrin Maria Dmitriewa von ihrem Gut nach Moskau (Kap. 1). Sie hat Angst, zu Hause zu sterben und will nach Italien reisen, um im sonnigen Süden gesund zu werden, und sie macht ihrem Mann Vorwürfe, sie wegen der Kinder und seiner Geschäfte davon abzuhalten: „Die Kinder sind gesund und ich nicht. […] Mein Gott, warum nur?“ Bei der Rast an der nächsten Poststation bespricht sich ihr Mann, Wassilij Dmitrisch, mit dem sie begleitenden Arzt Edward Iwanowitsch. Dieser macht ihm keine Hoffnung auf eine Heilung seiner Frau. Sie sei „doch schon tot“. Eine Reise ins Ausland würden ihre Kräfte überfordern: „Das einzige, was Sie und ich tun können, ist, ihr das Ende so leicht wie möglich zu machen. Wen man hier braucht, ist ein Geistlicher.“
Im 3. Kapitel springt die Handlung zum Sterbetag Maria Dmitriewas im Frühling. Sie beichtet und wirkt danach ruhig, aber gleich darauf wird deutlich, dass sie sich mit ihrem Schicksal nicht abgefunden hat. Sie macht bis kurz vor ihrem Tod ihrem Mann Vorwürfe, sie nicht nach Italien gebracht zu haben. Sie hat kein Vertrauen zu den Ärzten und fordert Wassilij Dmitrisch auf, nach einer einfachen Frau zu schicken, die Kranken heilen könne.

### Onkel Fjodor
In der Poststation geht der junge schirkinsche Kutscher Serjoga, während die Pferde gewechselt werden, in die Fuhrmannshütte (2. Kap.). Dort liegt auf dem Ofen sein alter Onkel Fjodor (Fedika) im Sterben und er fragt ihn, ob er ihm seine neuen guten Stiefel schenken könne, die er sie jetzt nicht mehr brauche. Dieser hat sich gelassen mit seinem Schicksal abgefunden und weiß, dass sein Ofenplatz bald frei werden wird. Er schenkt ihm die Stiefel, verlangt aber dafür von ihm einen Grabstein. Kurz darauf stirbt er, seinen Pelz hat sich bereits die Köchin Nastasja geholt.

### Der Baum
Einen Monat später (Kap. 4) steht immer noch kein Stein auf Fjodors Grab. Die Köchin warnt Serjoga, wenn er sein Versprechen nicht halte, werde der Onkel … zurückkehren und ihn erwürgen. Er solle wenigsten ein Holzkreuz aufstellen, rät ihm der alte Kutscher.
Serjoga geht eines Morgens in der Morgendämmerung in den Wald und fällt einen Baum, dessen Sturz wie der eines fühlenden Wesens beschrieben wird, während um ihn herum sich die Frühlingsnatur erneuert:
„Der Baum erschauerte […], beugte sich nieder und richtete sich schnell wieder empor, erschrocken auf seiner Wurzel hin und her schwankend […] fühlte man das Zittern […] mit zerbrechenden Ästen und gesenkten Zweigen stürzte er mit seiner Krone auf die feuchte Erde […] der Zweig […] schwankte einige Zeit auf und ab und erstarb ebenso, wie die andern mit ihren Blättern. Freudiger noch und schöner standen die Bäume jetzt in dem neu geschaffenen freien Raume mit ihrem unbeweglichen Geäste da. Die ersten Sonnenstrahlen, die die durchsichtige Wolke brachen, leuchteten am Himmel auf und liefen über Erde und Himmel dahin. Der Nebel ergoss sich in Wellen in die Täler, der Tau schimmerte blitzend auf dem hellen Grün, die durchsichtigen, verblassenden Wölkchen zerstreuten sich eilig am blauen Gewölbe. Die Vögel schwirrten im Dickicht und zwitscherten, wie verzückt, irgendeine fröhliche Melodie. Die saftigen Blätter flüsterten ruhig und freudig in den Wipfeln, und das Gezweige der lebendigen Bäume bewegte sich langsam und majestätisch über dem tot niedergebrochenen Baume hin und her.“

## Form
Die vier Kapitel wechseln zwischen der Welt der Gutsbesitzer (1 und 3) und der Bauern (2 und 4) und werden personal nur durch den jungen Kutscher Serjoga miteinander verbunden.
Nach Wedel haben die jahreszeitlich bestimmten Naturschilderungen eine kompositionelle Funktion und akzentuieren die „jeweilige Verfassung der Personen“: Herbststimmung – schwere Krankheit und Tod Fjodors (1. und 2. Kap.). Frühlingserwachen im Kontrast zum Tod der „naturfernen Herrin“ und des Baums (3. und 4. Kap.).
Der Kontrast der sozialen Bereiche spiegelt sich auch in der Sprachverwendung: Gebrauch des Französischen durch das Gutsbesitzerehepaar und „lebendiges, unverfälschtes, zum Teil mundartlich gefärbtes Russisch“ der Menschen aus dem Dorf. Verstärkt wird dieser Kontrast durch die satirische Konnotation bei der Skizzierung des Arztes und des Priesters als „Vertreter einer profanen und sakralen Institution, deren Heil- und Seelsorgekünsten Tolstoi von jeher sehr skeptisch gegenüberstand.“

## Entstehungs- und Publikationsgeschichte
Tolstois Erzählung Drei Tode entstand 1857/58 und wurde 1859 in der Biblioteka dija čtenia, Petersburg, veröffentlicht.

### Die Todesthematik
In verschiedenen Phasen seines Lebens hat Tolstoi in seinen Werken eines seiner zentralen Themen, das Sterben und den Tod, unterschiedlich gestaltet. Raphael Löwenfeld vergleicht verschiedene Erzählungen, in denen der Schriftsteller „das Rätsel des Todes künstlerisch zu lösen versucht“, und bewertet Drei Tode als eines der reifsten Werke Tolstois.
„Wie ein Wesen stirbt“, sei für Tolstoi „Maßstab und Zeugnis für seine innere Kraft“:
- ohne Todesfurcht, einen Dank für ihren Gatten und einen Segen für ihre Kinder auf den Lippen,
- in dem Bewusstsein, für das Wohl eines großen Ganzen zu sterben, weil er in frommer Gottergebenheit alles hinnimmt, wie es über ihn kommt,
- gleichmütig, weil es in der Kette der Geschehnisse seines einförmigen Lebens steht.
- mit einem Vorwurf der Ungerechtigkeit des Schicksals oder der mangelnden Fürsorge, bzw. einer Schuldzuweisung.

Stets beobachte Tolstoi einen „Unterschied zwischen dem Tode des schlichten Mannes aus dem Volke und dem Hinscheiden des höher Gebildeten“. Die höhere Kraft zeige der niedrig Geborene. In Drei Tode fasse der Autor „das Problem des Todes in seiner Allgemeinheit“, bringe „das Verhältnis alles Bestehenden zu seiner Auflösung“, vergleiche „die belebte mit der leblosen Natur“ und stelle den Naturkreislauf neben „die Auflösung eines Wesens […] das ein Erzeugnis des sogenannten Fortschritts ist.“ Und je näher der Mensch der Ursprünglichkeit stehe, desto leichter sei auch sein Tod.
In seinen moralphilosophischen Betrachtungen im sechsten Jahrzehnt seines Lebens sei Tolstoi „zu neuen Anschauungen gelangt, die ihm den Tod als die Grenze alles erreichbaren Glücks erscheinen lassen“. Die Auffassung dieser großen Menschheitsfrage sei in jeder Phase von Tolstois Leben eine andere gewesen.

### Deutsche Übersetzungen
Die erste deutsche Übersetzung von Raphael Löwenfeld erschien 1901 in Leipzig. Weitere folgten: u. a. von Annemarie von Jakimow-Kruse, J. Hahn, Hermann Asemissen, Alexander Eliasberg

## Interpretationen
Die Grundidee seiner Erzählung erläutert der Autor in einem Brief: „Drei Wesen sind gestorben: eine Herrin (barynja), ein Bauer und ein Baum. Die Herrin ist erbärmlich und widerlich, weil sie ihr Leben lang gelogen hat und auch vor dem Tod lügt. […] Der Bauer stirbt ruhig […] Seine Religion ist die Natur, in der er lebte […] ihm ist das Gesetz (des Geborenwerdens und Sterbens aller Kreaturen) wohlbekannt. […] der Baum stirbt ruhig, aufrecht und schön. Schön – weil er nicht lügt, sich nicht ziert, nichts fürchtet und bedauert.“
Wedel interpretiert auf der Grundlage von Tolstois Aussage die drei durch das gemeinsame Thema des Sterbens locker personal miteinander verbundenen Episoden als „eine Art Gleichnis“ über das unterschiedliche moralische Verhalten in der Todesstunde. Dabei zeige der Schluss eine „absolute Harmonie der Schöpfung im Sinne eines Ineinanderfließens von Leben und Tod als komplementären Erscheinungsformen des Seins.“ Der Mensch sei von diesem „Idealzustand mehr oder weniger entfernt“. Am weitesten davon entfernt ist die Gutsherrin in ihrer Moskauer Villa in „ihrer inneren Einsamkeit und Todesangst“ sowie dem „Schrecken ihres physischen Verlöschens“, während in der Kontrasthandlung Onkel Fjodor in dem stickigen Aufenthaltsraum einer Poststation von Menschen seines Standes umgeben ist, denen er nicht zur Last fallen will und denen er seine Kleidung überlässt.
An den drei Beispielen veranschauliche der Autor seine Vorstellung von der „Wertantinomie von Natur: Zivilisation - mit ihren ethischen religiösen und sozialen Implikationen“.